# Salm-Kyrburg

Wapen van Salm-Kyrburg

Salm-Kyrburg was een tot de Boven-Rijnse Kreits behorend vorstendom binnen het Heilige Roomse Rijk.

## Voorgeschiedenis
Van 1520 tot 1688 bestaat er een wildgraafschap Kyrburg dat in bezit is van de familie Salm.

## De vorming van het nieuwe vorstendom Salm-Kyrburg in 1744
De Belgische tak Salm-Neufville, sinds 1659 onderverdeeld in de tak van de hertogen van Hoogstraten en de graven Salm-Leuze had na het uitsterven van de wildgraven van Kyrburg in 1688 en de vorsten van Salm in 1738 veel bezittingen geërfd. De graaf van Salm-Leuze wordt op 17 mei 1743 tot rijksvorst van Salm-Kyrburg verheven. Op grond van een familieverdrag neemt de vorst van Salm uit de tak Hoogstraten daarop op 16 oktober de titel aan van vorst van Salm-Salm.
In 1744 vindt er een herverdeling van de bezittingen tussen de twee takken plaats.
- Aan het nieuwe vorstdendom Salm-Salm komen het vorstendom Salm, de heerlijkheden Ogéviller, Pelligni, Neufviller, Bayon en het aandeel in de heerlijkheid Vinstingen, 1/8 van de heerlijkheden Flonheim, Dhronecken, Wildenburg en Diemeringen, 1/16 van de heerlijkheid Wörrstadt en 1/4 van de heerlijkheid Windesheim.
- Aan het nieuwe vorstendom Salm-Kyrburg komen het wildgraafschap Kyrburg, 1/8 van de heerlijkheden Flonheim, Dhronecken, Wildenburg en Diemeringen, 1/16 van de heerlijkheid Wörrstadt en 3/4 van de heerlijkheid Windesheim. Verder 3/4 van de heerlijkheid Kirn en 1/2 van Meddesheim met Kirschroth.

In 1797/1801 wordt het vorstendom ingelijfd bij Frankrijk.
Paragraaf 3 van de Reichsdeputationshauptschluss van 25 februari 1803 regelt de schadeloosstelling: de vorsten van Salm krijgen de ambten Bocholt en Ahaus met de daarbinnen liggende kapittels, aartsdiakonaten, abdijen en kloosters; dit alles in de verhouding 2/3 voor Salm-Salm en 1/3 voor Kyrburg. De verdeling hiervan moet per omgaande geregeld worden.
Het gaat hier om ambten van het voormalige prinsbisdom Münster. 
Uiteindelijk bleef het gebied onverdeeld als vorstendom Salm (Westfalen).
Het voormalige vorstendom Salm-Kyrburg wordt op het Congres van Wenen in 1815 toegekend aan het koninkrijk Pruisen toe.

### Regenten
| regering       | naam         | geboren    | overleden | familie |
| -------------- | ------------ | ---------- | --------- | ------- |
| 1743/4-1779    | Philip Jozef | 21-7-1709  | 7-6-1779  |         |
| 1779-1794      | Frederik III | 13-5-1745  | 25-7-1779 | zoon    |
| 1794-1797/1801 | Frederik IV  | 14-12-1789 | 14-8-1859 | zoon    |